# Telescopio ottico

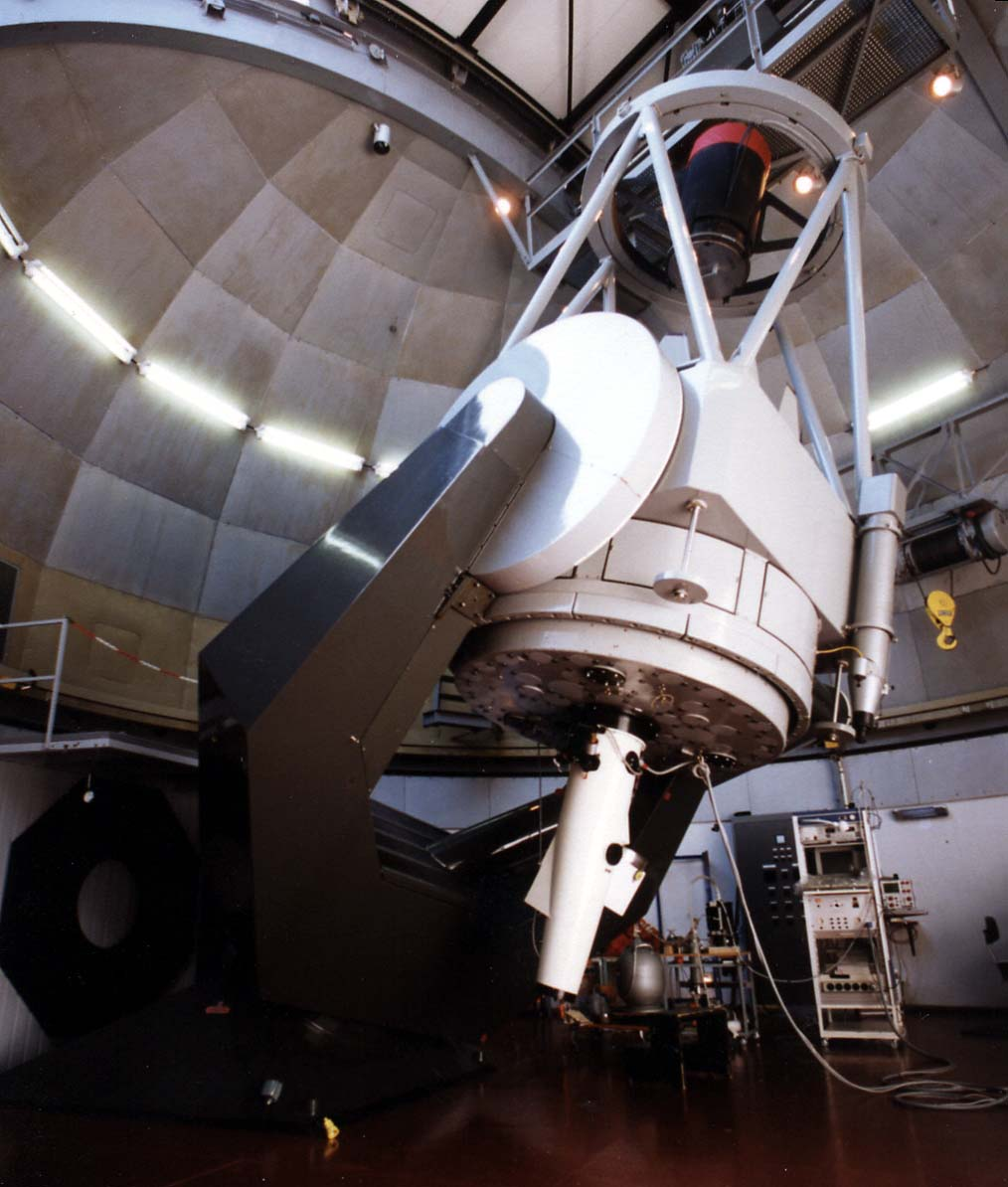
Moderno telescopio riflettore da 1,5 metri di diametro

Il telescopio ottico è uno strumento ottico ideato e usato per l'osservazione extraterrestre (astronomia e studio dei corpi celesti) nel dominio delle radiazioni elettromagnetiche visibili. Può essere realizzato mediante l'uso di lenti, e in questo caso si parla di telescopio rifrattore, oppure mediante l'uso di specchi, e in questo caso di parla di telescopio riflettore; oppure con uno schema misto di questi elementi, detto telescopio catadiottrico.
Il telescopio ottico è costituito essenzialmente da uno o più elementi ottici che raccolgono e focalizzano la luce (l'obiettivo) e da un tubo ottico (o intubazione) calcolato e proporzionato alle caratteristiche del obiettivo e del sistema utilizzato; questa è anche la forma semplice cui i telescopi vengono venduti commercialmente, ma per terminare la costituzione minima e funzionante, ogni telescopio necessita di un secondo gruppo di elementi (l'oculare) per l'osservazione diretta con l'occhio, oppure di un elemento sensibile per la ripresa delle immagini fornite dal obiettivo (lastra, pellicola o sensore foto-cine-video). 
Il termine telescòpio è derivato dal lat. mod. telescopium, coniato nel 1609 e divulgato nel 1611 per denominare lo strumento ideato da Galilei (il cannocchiale), sull’esempio del gr. τηλεσκόπος «che vede lontano». Tuttavia, il cannocchiale si differenzia dal telescopio, in quanto fornisce immagini non ribaltate (raddrizzate), è solitamente costituito da lenti (e non specchi), ed è pensato per le osservazioni terrestri, spesso anche a mano libera. 

## Tipi di telescopi ottici
I telescopi ottici si dividono principalmente in due classi, i rifrattori e i riflettori, in base al tipo di elementi ottici utilizzati per l'obiettivo.
- Il telescopio rifrattore, grazie ad un insieme di lenti, sfrutta il fenomeno della rifrazione per focalizzare l'immagine.
- Il telescopio riflettore, grazie ad un insieme di specchi, sfrutta il fenomeno della riflessione per focalizzare l'immagine.

Esistono tuttavia molti schemi ottici misti, detti catadiottrici che, pur utilizzando come elemento principale uno specchio (specchio primario) e per questo motivo sono comunque spesso considerati telescopi riflettori, sono anche dotati di lenti correttive. Elementi correttivi di questo tipo sono ad esempio la lastra di Schmidt o la lente di Barlow. I telescopi misti tipicamente hanno caratteristiche di maggiore compattezza del tubo ottico.
Le dimensioni dei telescopi ottici variano dai pochi centimetri di diametro dei telescopi amatoriali di fascia bassa ai grandi telescopi degli osservatori astronomici che hanno diametri sino ad alcune decine di metri.
Le grandi aperture oltre i due metri sono di dominio incontrastato dei telescopi riflettori: essendo le lenti sospese unicamente sul bordo, anziché su tutta la loro superficie (come avviene per gli specchi), si deformano sotto il loro stesso peso, in misura diversa dipendentemente dall'inclinazione nella quale si trovano. Quindi, oltre una certa dimensione, le lenti diventano talmente costose e pesanti da rendere sconsigliabile il loro utilizzo; tuttavia, nei grandi telescopi catadiottrici con correzione sub-apertura, l'ottica attiva, costituita solitamente dallo specchio primario, può venire deformata per compensare la deformazione delle successive lenti.

### Rifrattori

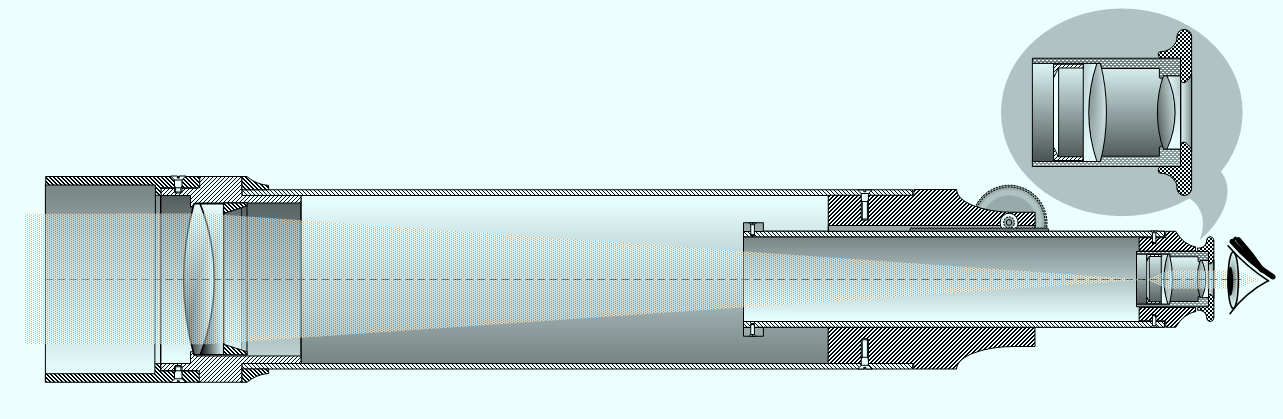
Schema Kepler

I rifrattori sono i primi strumenti ottici che vennero usati per l'astronomia e sono caratterizzati da un obiettivo a lenti.
I rifrattori possono essere di tipo acromatico, semi-apocromatico o apocromatico in funzione della capacità di focalizzare nello stesso punto la luce di diversi colori.
Nei rifrattori le immagini astronomiche posseggono una grandissima nitidezza, per questa ragione essi sono generalmente preferiti dagli astrofili che osservano gli sfuggenti particolari dei pianeti, spesso poco contrastati.
Nell'uso amatoriale, il telescopio a lenti trova le migliori applicazioni nella osservazione dei pianeti, anche se, a causa degli alti costi di produzione, per un astrofilo è possibile comprare un riflettore significativamente più grande a parità di costo e quindi dotato nel complesso di maggiore potere risolutivo.

### Riflettori

#### Telescopi newtoniani

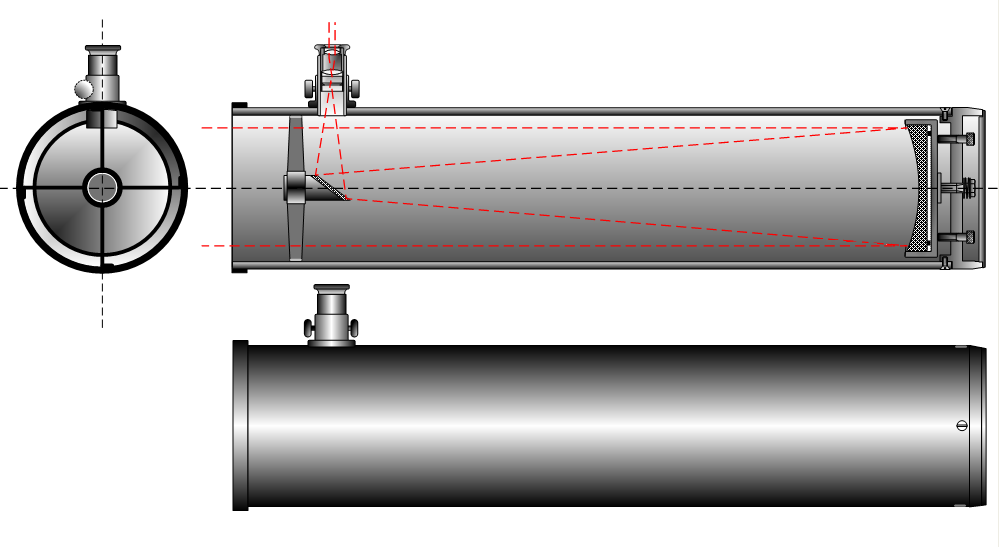
Schema Newton

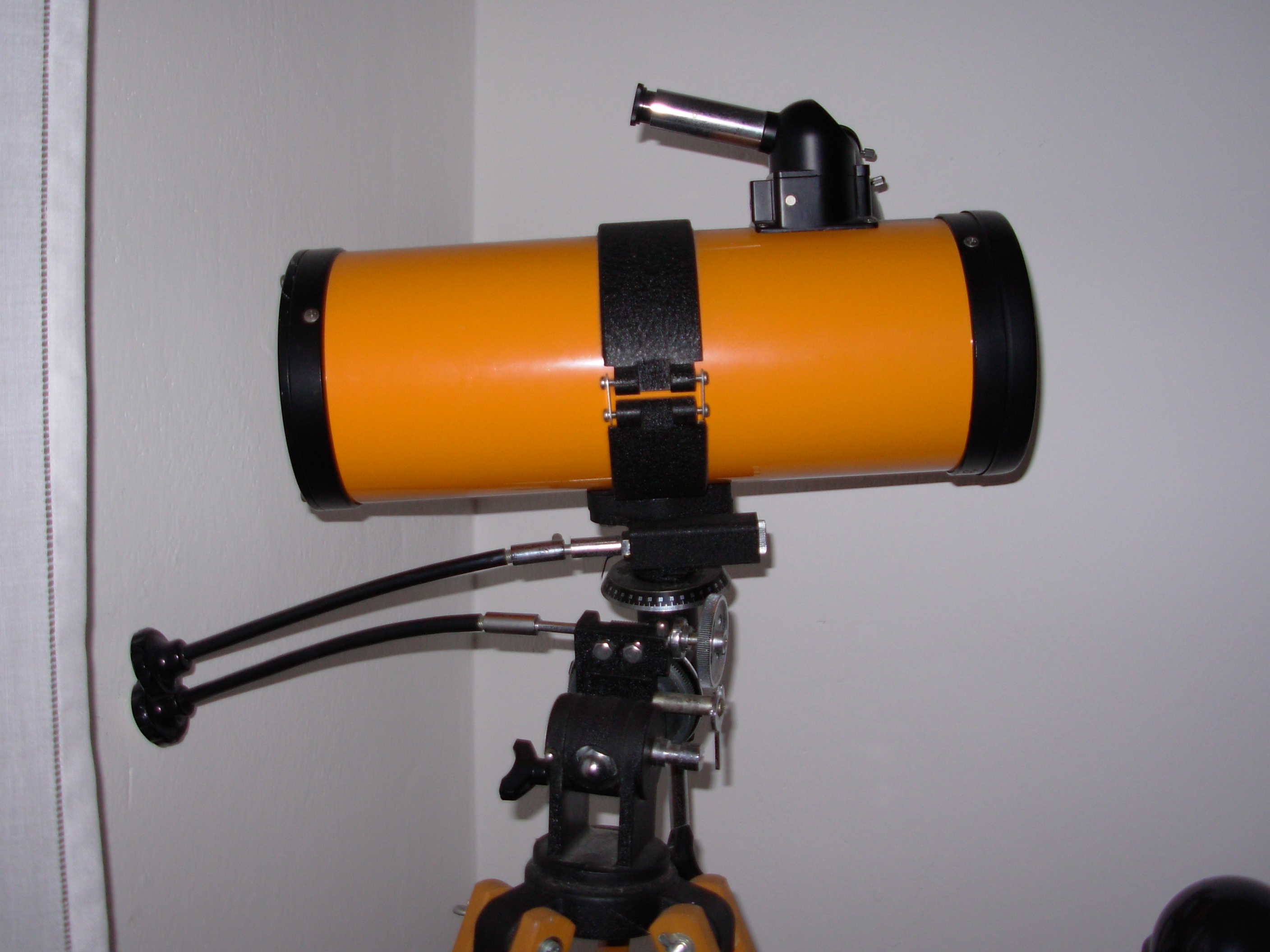
Un telescopio amatoriale con schema ottico Tanzutsu Newton

I "newtoniani" sono i primi telescopi a specchio ad essere stati costruiti e prendono il nome dal loro inventore, Isaac Newton. Sono considerati telescopi particolarmente economici e convenienti anche in funzione del loro peso (molto inferiore rispetto ad un rifrattore). Sebbene con alcuni modelli sia possibile fare astrofotografia, la posizione dell'oculare rende difficile posizionare la fotocamera e bilanciare lo strumento (in diversi modelli commerciali non è adatto neanche il focheggiatore). Un altro problema è legato alla collimazione delle ottiche che subiscono con facilità disallineamenti causati da urti o vibrazioni.
La configurazione newtoniana viene utilizzata anche per i modelli chiamati dobsoniani: telescopi costituiti da un tubo ottico newtoniano, appoggiato ad una montatura altazimutale formata da una forcella e una piattaforma girevole appoggiata a terra. I dobsoniani sono economici perché la loro montatura è costituita solo da elementi essenziali e la configurazione ottica newtoniana è relativamente economica e di più facile costruzione, rispetto ad altri tipi di telescopi riflettori. Mentre in altre montature più complesse i movimenti di precisione per il puntamento e l'inseguimento del cielo avviene tramite i cosiddetti moti micrometrici (un sistema di ingranaggi, mosso tramite una manopola in certi telescopi amatoriali) o tramite dei motori gestiti da un computer, nella montatura dobsoniana i movimenti avvengono spingendo a mano il telescopio. Si tratta dunque di una montatura altazimutale poco precisa nell'inseguimento del cielo e perciò poco adeguata all'astrofotografia, tuttavia l'estrema semplicità di costruzione e l'economicità, consentono di creare telescopi anche molto grandi a costi ridotti, risultando molto adatti agli appassionati delle osservazioni visuali degli oggetti deboli come le nebulose e le galassie.
Sebbene siano popolari fra i dilettanti, negli osservatori professionali viene preferito invece l'impiego di configurazioni più compatte: per i telescopi di grande diametro, queste si traducono in una notevole riduzione di dimensioni e di pesi, quindi in strutture più semplici per ospitarli e sostenerli, rendendo meno ardue e di costi minori le imprese ingegneristiche per costruirli.

### Telescopi catadiottrici

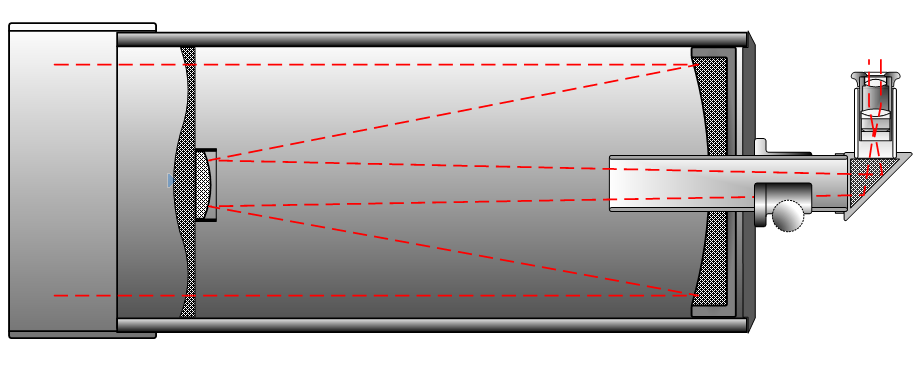
Schmidt-Cassegrain

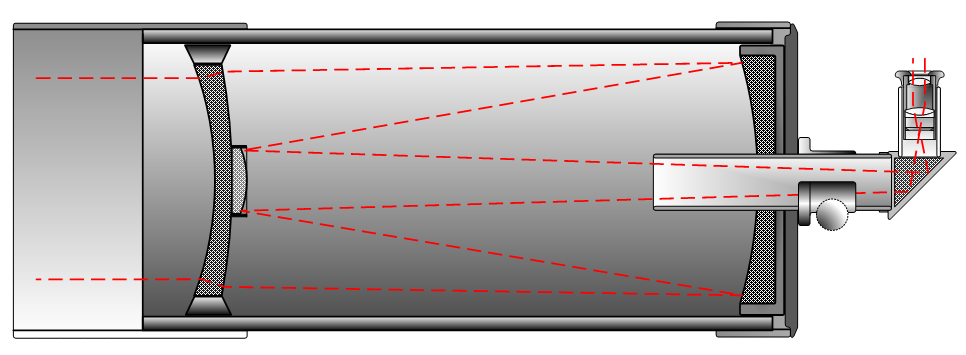
Maksutov-Cassegrain

Altri telescopi molto diffusi fra gli astrofili sono gli Schmidt-Cassegrain e i Maksutov-Cassegrain, varianti della configurazione Cassegrain e dotati di una lastra correttrice, per via della quale sono detti catadiottrici. Questi telescopi sono facili da trasportare (nei modelli più piccoli), essendo caratterizzati da un tubo ottico particolarmente corto, senza dover sacrificare la lunghezza focale. Di contro l'ostruzione del secondario è generalmente maggiore dei newtoniani e la maggiore complessità li rende solitamente più costosi. Nonostante ciò, i Maksutov si distinguono ugualmente per una buona nitidezza e offrono buone prestazioni per l'osservazione planetaria.
Questi telescopi sono generalmente adatti per l'astrofotografia e l'uso con fotocamere o i CCD. Di fatto molti obiettivi fotografici non sono altro che questo tipo di ottiche e viceversa degli obiettivi Maksutov sono stati convertiti in piccoli telescopi (o talvolta in grossi binocoli). Per via della compattezza di queste configurazioni, molti telescopi computerizzati portatili hanno un'ottica di questo tipo.
La costruzione di una lastra correttrice nei telescopi professionali più grandi è meno conveniente, perciò adottano configurazioni non catadriottiche Cassegrain o Ritchey-Chrétien.
Il Ritchey-Chrétien è un telescopio di tipo aplanatico, esente cioè da aberrazioni sferiche e di coma. Ha un campo normale utile tra 0,8 e 1,5 gradi e richiede una lente detta spianatrice di campo.

## Parti di un telescopio ottico
Lo strumento «telescopio» è formato sostanzialmente da tre parti principali, più alcuni accessori spesso necessari per il suo utilizzo; quindi da: un obiettivo, un oculare e un tubo ottico, più uno «specchio (o prisma) diagonale», un cercatore ed altri accessori eventuali, per l'esigenza.

### Tubo ottico
Con il termine tubo ottico, a volte indicato con l'acronimo OTA (Optical Tube Assembly ), si intende sia il sostegno meccanico delle diverse parti ottiche del telescopio, che le ottiche principali e secondarie complessivamente montate in opera nel tubo.
Nei medi e grandi telescopi astronomici moderni, rispetto ad un vero e proprio tubo, è sempre più diffuso l'utilizzo di un più leggero e rigido traliccio di sostegno. 
1. Specchio primario principale: è posto nella parte posteriore del tubo; è in genere parabolico, ricoperto da un sottile strato di alluminio riflettente. Raccoglie la luce, la riflette allo specchio secondario che a sua volta la invia all'oculare.
2. Specchio secondario: è posto nella parte anteriore del tubo, può essere solitamente piano e di forma ellittica (Newton) o convesso e circolare (Cassegrain); riflette la luce raccolta dallo specchio principale all'oculare.
3. Dispositivi per alloggiamento e adattamento di oculari, filtri, lenti addizionali, spettroscopi, porta lastre, adattatori per riprese col CCD, ecc.

### Oculari classici
1. (H) Huygens: Sono composti da due lenti piano-convesse, economico, è molto comune.
2. (R) Ramsden: Oculare simile all'Huygens. Adatto a ottiche più luminose, ha il difetto di rendere visibile ogni granello di polvere sulle sue due lenti essendo il piano focale molto vicino alla lente di campo (quella verso l'obiettivo).
3. (K) Kellner: Sono composti da tre lenti (2+1) per la correzione dell'aberrazione cromatica, dovuta alla diversa rifrazione delle diverse lunghezze d'onda della luce.
4. (Pl) Plössl: Sono formati da 4 lenti (2+2) accoppiate; sono validi per tutti i tipi di osservazioni; richiede una maggiore distanza dell'occhio avendo una estrazione pupillare più stretta.
5. (SP) Super Plössl: oculare Plössl con aggiunta una lente spianatrice per ridurre le aberrazioni (simile all'Erfle).
6. (E opp. Er) Erfle: simile al Super Plössl, utilizza la quinta lente per aumentare il campo apparente (l'angolo di osservazione).
7. (O opp. Or) Ortoscopico: è il miglior oculare in circolazione per gli ingrandimenti elevati, dotato di 4 lenti (3+1), è mediamente più costoso.

### Cercatore
Il cercatore è un piccolo telescopio rifrattore di dimensioni notevolmente più piccole rispetto al telescopio primario al quale è solidale e la cui unica funzione consiste nell'agevolare il puntamento di un oggetto celeste: per ottenere ciò esso è caratterizzato da un notevole campo visivo (anche di 30°- 40°) e da basso ingrandimento per potere uniformarsi al diametro della pupilla dell'occhio umano (fra i 6 e gli 8 mm) propria dei bassissimi livelli di illuminazione notturna. Nei telescopi professionali il diametro dell'obiettivo raramente eccede i 50-60 millimetri; in quelli amatoriali l'obiettivo più diffuso è da 30 o da 50 millimetri. Sono in commercio anche particolari cercatori dotati di crocicchio illuminato, dato che quello standard ha la forte tendenza a confondersi con lo sfondo del cielo buio.

### Accessori

#### Lente di Barlow
Con il termine lente di Barlow si indica propriamente un sistema di lenti con curvatura negativa, che divergono i raggi luminosi diretti al fuoco. Detto sistema solitamente raddoppia (ve ne sono di ogni fattore moltiplicativo, fino a 5x ed oltre) la lunghezza focale dell'obiettivo e quindi gli ingrandimenti ottenibili. Riduce però sia la luminosità che la qualità dell'immagine. È utilizzato per l'osservazione degli oggetti molto luminosi, delle stelle doppie e in generale quando è necessario disporre di una immagine dalle notevoli dimensioni angolari, senza far ricorso a oculari dalla eccessivamente piccola lunghezza focale.

#### Filtri
I filtri sono delle lastre pian-parallele di vetro ottico colorate in pasta oppure di gelatina (tipo Kodak-Wratten) che fanno passare quasi esclusivamente la luce del loro colore.
1. Filtro solare: ha uno spessore di 19 micron (19 millesimi di millimetro); impedisce il passaggio dei raggi infrarossi e ultravioletti diminuendo di molto la luminosità del Sole.
2. Filtro verde: è indicato per l'osservazione della Luna.
3. Filtri rosso e arancione: sono indicati per i pianeti, in particolare per Marte
4. Filtro blu: è indicato per Giove, Saturno e Venere

I filtri astronomici di migliore qualità sono quelli interferenziali.

#### Raddrizzatore d'immagine
Ha la caratteristica di raddrizzare l'immagine e quindi permette l'uso del telescopio come cannocchiale terrestre. Può essere costituito da prismi o dal lenti. In genere, questo accessorio costituito da lenti, ingrandisce ulteriormente l'immagine di 1,5x, ma può ingrandire anche con altri valori.

## Caratteristiche tecniche dei telescopi ottici

### Diametro
Per diametro di un telescopio si intende il diametro di apertura dell'obiettivo ottico, esso viene misurato di millimetri o in pollici. L'importanza del diametro consiste non solo nella quantità di luce che esso raccoglie ma soprattutto nella risoluzione dell'immagine prodotta; all'aumentare del diametro aumentano queste caratteristiche ma consequenzialmente aumenta la sensibilità alle turbolenze atmosferiche.

### Lunghezza focale
La lunghezza focale è la misura del percorso ottico della luce all'interno del tubo ottico, dal suo ingresso nell'obiettivo sino al fuoco dell'oculare.

### Rapporto tra focale e diametro
Il rapporto focale/diametro o "f/", è un valore numerico importante nella determinazione dell'uso di un telescopio. Proprio come avviene negli obiettivi fotografici, il rapporto focale di un telescopio individua la luminosità dello stesso e quindi la sua attitudine a ricevere informazioni luminose.

### Il potere di risoluzione
Il fenomeno della diffrazione ottica pone un limite alla risoluzione che un telescopio può raggiungere. Il fenomeno è correlato al cosiddetto disco di Airy, e pone un limite alla minima distanza (angolare) a cui possono trovarsi due "punti" osservati perché si possa distinguerli l'uno dall'altro. Il potere risolvente è stato studiato da diversi ricercatori: i criteri più citati sono quelli di Rayleigh, Dawes e Sparrow; il primo ed il terzo hanno riferimenti tecnico scientifici, il secondo è un criterio empirico. Tale minima distanza è direttamente proporzionale alla lunghezza d'onda della luce osservata e inversamente proporzionale al diametro dell'obbiettivo del telescopio. Ciò significa che un telescopio di un certo diametro può risolvere fino ad un certo punto oggetti osservati in una certa lunghezza d'onda. Se si vuole una risoluzione maggiore (distanza minima più piccola) alla stessa lunghezza d'onda, occorre usare un telescopio di diametro maggiore.
In astronomia il potere di risoluzione è sostanzialmente il più piccolo angolo di separazione risolvibile tra due stelle vicine misurato in secondi d'arco.
Il potere di risoluzione dell'occhio umano è di circa un minuto d'arco in visione fotopica (diurna, dovuta alla densità retinica dei coni), circa due minuti d'arco in visione scotopica (notturna, dovuta alla densità retinica media dei bastoncelli). Un telescopio di 140 mm di diametro possiede una risoluzione è di circa 1", mentre un telescopio da 200 mm ha una risoluzione di 0,68", uno da 300 mm di 0,5". Tuttavia la turbolenza atmosferica, la stabilità termica dello strumento e la qualità dell'obiettivo fanno scendere il valore teorico ottenuto.

### L'ingrandimento
L'ingrandimento di un'immagine dipende sostanzialmente dalla lunghezza focale del telescopio e dall'oculare utilizzato. Dividendo la lunghezza focale per quella dell'oculare si ottengono gli ingrandimenti. Ad esempio se il telescopio ha una lunghezza focale di 1000 mm e si utilizza un oculare da 12 mm, si ottengono 83 ingrandimenti.
In un telescopio, come in ogni strumento ottico, esistono dei limiti pratici all'utilizzo di alti ingrandimenti, sia perché il campo visivo si restringe, sia perché il livello di dettaglio che si riesce a percepire è fissato dal potere risolutivo, quindi ingrandendo a dismisura si otterrà soltanto un'immagine confusa e "sfumata". L'effetto è paragonabile a quando si zooma eccessivamente un'immagine (la cui risoluzione è fissata) sullo schermo del computer.

### La percentuale di ostruzione
La cosiddetta ostruzione in un telescopio è un valore calcolato solamente per i modelli a riflessione in cui si utilizza uno specchio secondario di riflessione. La dimensione del secondario costituisce superficie di ostruzione alla luce entrante, pertanto in base ai modelli è possibile avere un'ostruzione compresa tra il 10 e il 45%
L'ostruzione influenza il contrasto dell'immagine nonché la capacità di acquisire luce, che per alte ostruzioni sarà sicuramente minore.

### Accessori fotografici
Fra gli accessori fotografici, il principale è ovviamente la fotocamera. Chi usa la pellicola, preferisce le vecchie macchine manuali, che possono tenere aperto l'otturatore per tutte le ore di posa desiderate (posa B), senza pericolo che si chiuda per l'esaurimento della batteria. Per chi punta sul digitale, la tecnologia migliora ogni anno: attualmente si può partire da comuni fotocamere digitali e webcam, per arrivare ai CCD dedicati (spesso dotati di sistemi di raffreddamento), che hanno una grandissima sensibilità e qualità.
A queste vengono affiancati i vari raccordi e adattatori necessari, ma soprattutto il sistema di guida, che può essere basato su un telescopio guida montato in parallelo al principale oppure può essere una guida fuori asse, che intercetta parte della luce che va alla fotocamera, ridirigendola verso l'oculare di guida. Dell'oculare guida esistono diversi modelli, accomunati da un reticolo illuminato, con la funzione di mirino e riferimento.

## Ottiche attive e adattive

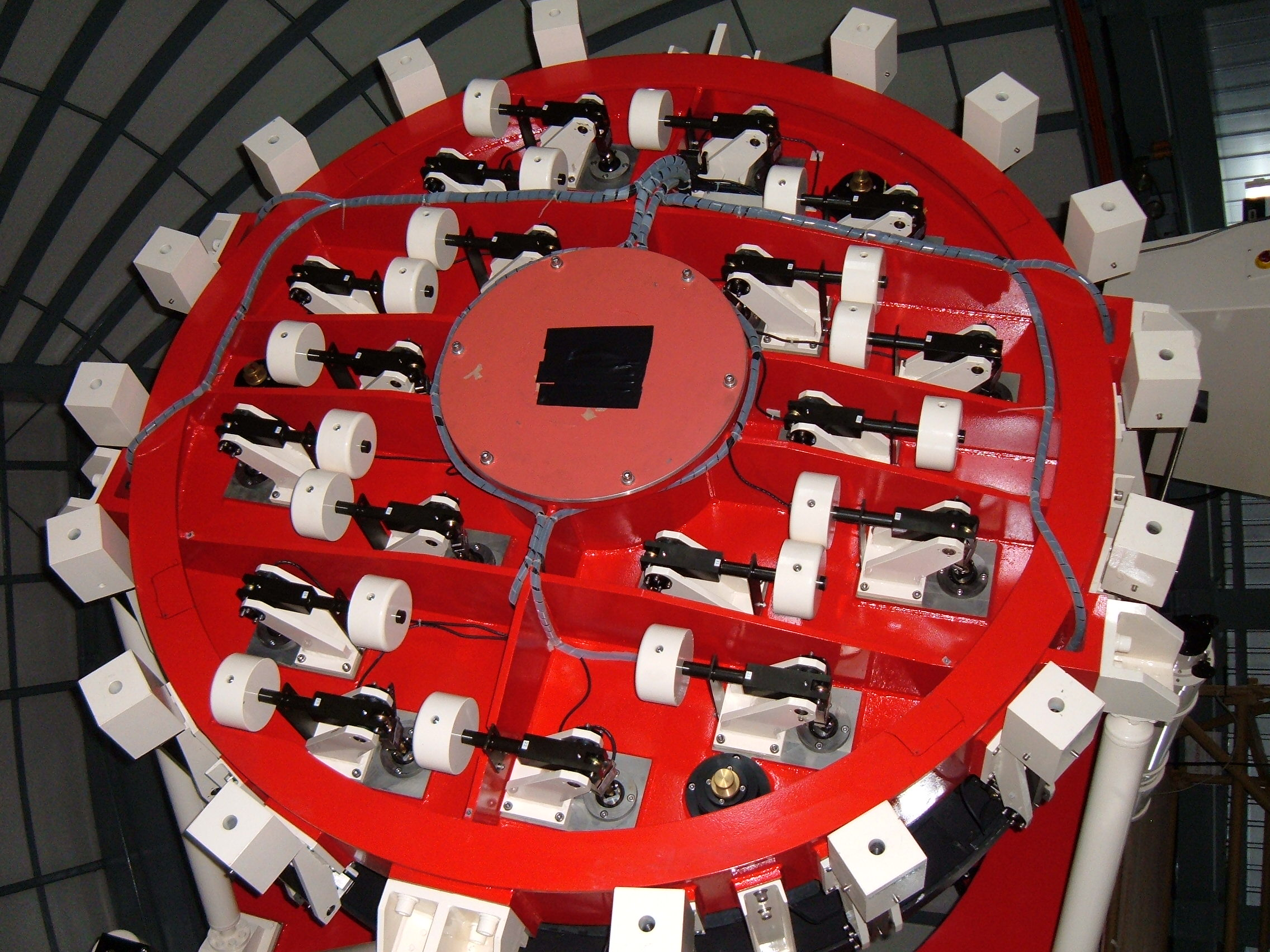
Sistema ad attuatori di gravità per contrastare le flessioni dello specchio, tramite un sistema di semplici contrappesi

L'aumento sempre maggiore delle dimensioni degli specchi primari nei moderni telescopi, amplifica i problemi di deformazione dell'ottica a causa delle flessioni della stessa struttura del telescopio. Avviene così che in base alla posizione di puntamento lo specchio primario subisca delle flessioni che diminuiscono le prestazioni dello strumento. Per questa ragione si è sviluppata una tecnologia composta da una serie di pistoni pneumatici atti ad agire sui vari punti dello specchio, onde contrastare le deformazioni statiche. Tale sistema viene chiamato di ottica attiva. Alcuni sistemi sfruttano degli attuatori a gravità, tramite un contrappeso, altri tramite un sistema computerizzato di controllo dell'immagine.
Di simile principio è anche quello dell'ottica adattiva, applicato questa volta ai problemi della turbolenza atmosferica. Le deformazioni dell'immagine causate dall'atmosfera vengono corrette da un sensore che agisce sugli attuatori posti nello specchio primario, in base al raffronto dei fronti d'onda ottica delle immagini. Con questa correzione l'immagine continuamente corretta diviene qualitativamente più contrastata e nitida.
Il sistema dell'ottica adattiva, seppur molto costoso e complesso nella sua attuazione, risulta molto efficace all'atto pratico. Un numero crescente di osservatori astronomici adotta nei propri strumenti questo sistema, il cui sviluppo sta man mano determinando una diminuzione dei costi di questa nuova tecnologia.